# Canton d'Angers-7
Le canton d'Angers-7 est une circonscription électorale française du département de Maine-et-Loire.

## Histoire
Le canton d'Angers-VII a été créé par décret du 23 juillet 1973 redécoupant les cantons d'Angers-Est, Angers-Sud, Angers-Ouest et Angers-Nord en sept cantons.
Il est modifié par le décret du 20 janvier 1982 créant le canton d'Angers-8.
Il est supprimé par le décret du 23 janvier 1985 réorganisant les cantons d'Angers. Son territoire est repris par le canton d'Angers-Nord.
Un nouveau découpage territorial de Maine-et-Loire entre en vigueur à l'occasion des élections départementales de 2015. Il est défini par le décret du 26 février 2014, en application des lois du 17 mai 2013 (loi organique 2013-402 et loi 2013-403). Les conseillers départementaux sont, à compter de ces élections, élus au scrutin majoritaire binominal mixte. Les électeurs de chaque canton élisent au Conseil départemental, nouvelle appellation du Conseil général, deux membres de sexe différent, qui se présentent en binôme de candidats. Les conseillers départementaux sont élus pour 6 ans au scrutin binominal majoritaire à deux tours, l'accès au second tour nécessitant 12,5 % des inscrits au 1er tour. En outre la totalité des conseillers départementaux est renouvelée. Ce nouveau mode de scrutin nécessite un redécoupage des cantons dont le nombre est divisé par deux avec arrondi à l'unité impaire supérieure si ce nombre n'est pas entier impair, assorti de conditions de seuils minimaux. En Maine-et-Loire, le nombre de cantons passe ainsi de 41 à 21. Le canton d'Angers-7 est recréé par ce décret.
Le canton d'Angers-7 est formé d'une fraction d'Angers et de communes des anciens cantons d'Angers-Trélazé (4 communes), de Seiches-sur-le-Loir (1 commune), des Ponts-de-Cé (3 communes), de Beaufort-en-Vallée (2 communes) et d'Angers-Est (1 commune). Il est entièrement inclus dans l'arrondissement d'Angers. Le bureau centralisateur est situé à Angers.

## Représentation

### Représentation de 1973 à 1985
| Période | Période | Identité     | Étiquette                | Qualité |
| ------- | ------- | ------------ | ------------------------ | --- |
| 1973    | 1985    | Jean Sauvage | MRP puis CD puis UDF-CDS | Cadre Sénateur (1965-1983) Président du conseil général (1982-1994) Ancien conseiller général du Canton d'Angers-Nord-Ouest (1945-1964) Elu en 1985 dans le Canton d'Angers-Nord |

### Représentation depuis 2015
| Période élective | Période élective | Mandat | Mandat   | Identité           | Nuance | Nuance | Qualité |
| ---------------- | ---------------- | ------ | -------- | ------------------ | ------ | ------ | --- |
| 2015             | 2021             | 2015   | 2021     | Grégory Blanc      |        | PS     | Chargé d’enseignement supérieur Ancien 1er adjoint au maire de Trélazé Ancien conseiller général du Canton d'Angers-Trélazé (2007-2015) |
| 2015             | 2021             | 2015   | 2021     | Marie-France Renou |        | DVG    | Retraitée de la fonction publique territoriale Maire de Corné (2014-2015) (Maire déléguée depuis 2016)                                  |
| 2021             | 2028             | 2021   | en cours | Grégory Blanc      |        | PS     | Conseiller sortant, entrepreneur |
| 2021             | 2028             | 2021   | en cours | Marie-France Renou |        | DVG    | Conseillère sortante, Première adjointe au maire de Loire-Authion                                                                       |

### Résultats détaillés

#### Élections de mars 2015
À l'issue du 1er tour des élections départementales de 2015, deux binômes sont en ballottage : Grégory Blanc et Marie-France Renou (PS, 42,48 %) et Maryse Chrétien et Pascal Houdemont (Union de la Droite, 26,51 %). Le taux de participation est de 49,00 % (14 823 votants sur 30 249 inscrits) contre 49,68 % au niveau départemental et 50,17 % au niveau national.
Au second tour, Grégory Blanc et Marie-France Renou (PS) sont élus avec 59,98 % des suffrages exprimés et un taux de participation de 47,15 % (7 720 voix pour 14 261 votants et 30 248 inscrits).

#### Élections de juin 2021
Le premier tour des élections départementales de 2021 est marqué par un très faible taux de participation (33,26 % au niveau national). Dans le canton d'Angers-7, ce taux de participation est de 29,86 % (9 713 votants sur 32 531 inscrits) contre 29,36 % au niveau départemental. À l'issue de ce premier tour, deux binômes sont en ballottage : Grégory Blanc et Marie-France Renou (DVG, 60,32 %) et Anne Gautier et Grégoire Lainé (DVC, 24,6 %).
Le second tour des élections est marqué une nouvelle fois par une abstention massive équivalente au premier tour. Les taux de participation sont de 34,36 % au niveau national, 30,37 % dans le département et 30,51 % dans le canton d'Angers-7. Grégory Blanc et Marie-France Renou (DVG) sont élus avec 68,06 % des suffrages exprimés (6 271 voix pour 9 941 votants et 32 587 inscrits),,. 

## Composition

### Composition de 1973 à 1985
Lors de sa création, le canton d'Angers-VII était composé de :
- les communes d'Avrillé, Cantenay-Épinard, Montreuil-Juigné, La Meignanne, La Membrolle-sur-Longuenée, Le Plessis-Macé, Saint-Lambert-la-Potherie ;
- la portion de territoire de la ville d'Angers déterminée par le carrefour boulevard Gaston-Dumesnil - boulevard Henri-Arnault, le boulevard Gaston-Dumesnil non compris, la place Montprofit non comprise, le boulevard Clemenceau du numéro 1 au numéro 15 et du numéro 2 au numéro 28, la rue de la Meignanne non comprise, la limite avec les communes d'Avrillé et de Cantenay-Épinard, la rive droite de la Sarthe depuis la limite de la ville d'Angers avec la commune de Cantenay-Épinard jusqu'au confluent avec la Mayenne et la rive droite de la Maine jusqu'au pont de la Basse-Chaîne.

En 1982, la création du canton d'Angers-VIII réduit le canton d'Angers-VII, dès lors composé de :
- les communes de Cantenay-Épinard, Montreuil-Juigné, La Meignanne, La Membrolle-sur-Longuenée, Le Plessis-Macé, Saint-Lambert-la-Potherie ;
- la portion de territoire d'Angers déterminée comme suit : le carrefour boulevard Gaston-Dumesnil et le boulevard Henri-Arnault, l'axe des voies ci après : boulevard Gaston-Dumesnil, place Montprofit (numéros impairs), boulevard Clemenceau (jusqu'à la rue de la Meignanne), rue de la Meignanne (jusqu'à la rue de la Traquette), rue de la Traquette, rue Saint-Lazare (du carrefour de la rue de la Traquette au carrefour de la rue du Champ-de-Bataille), rue du Champ-de-Bataille, rue Barra, route d'Épinard, les limites avec la commune d'Avrillé (de la route d'Épinard à la limite de la commune de Cantenay-Épinard) et avec la commune de Cantenay-Épinard, la rive droite de la Sarthe depuis la limite de la commune d'Angers et de celle de Cantenay-Épinard jusqu'au confluent de la Mayenne et la rive droite de la Maine jusqu'au pont de la Basse-Chaîne.

### Composition depuis 2015
Lors de sa recréation de 2014, le canton d'Angers-7 était composé de onze communes entières et d'une fraction de la commune d'Angers.
À la suite de la fusion, au 1er janvier 2016, d'Andard, Bauné, La Bohalle, Brain-sur-l'Authion, Corné, La Daguenière et Saint-Mathurin-sur-Loire pour former la commune nouvelle de Loire-Authion, le canton comprend désormais :
1. cinq communes entières,
2. la partie de la commune d'Angers non incluse dans les cantons d'Angers-1, Angers-2, Angers-3, Angers-4, Angers-5 et Angers-6.

| Nom                            | Code Insee | Intercommunalité          | Superficie (km2) | Population (dernière pop. légale)                | Densité (hab./km2) | Modifier                                    |
| ------------------------------ | ---------- | ------------------------- | ---------------- | ------------------------------------------------ | ------------------ | ------------------------------------------- |
| Angers (bureau centralisateur) | 49007      | CU Angers Loire Métropole | 42,71            | Fraction : 8 172 (2022) Commune : 157 555 (2022) | 3 689              | modifier les données · modifier les données |
| Loire-Authion                  | 49307      | CU Angers Loire Métropole | 113,66           | 16 588 (2022)                                    | 146                | modifier les données · modifier les données |
| La Ménitré                     | 49201      | CC Baugeois Vallée        | 17,37            | 2 057 (2022)                                     | 118                | modifier les données · modifier les données |
| Le Plessis-Grammoire           | 49241      | CU Angers Loire Métropole | 9,14             | 2 649 (2022)                                     | 290                | modifier les données · modifier les données |
| Sarrigné                       | 49326      | CU Angers Loire Métropole | 2,97             | 891 (2022)                                       | 300                | modifier les données · modifier les données |
| Trélazé                        | 49353      | CU Angers Loire Métropole | 12,20            | 15 620 (2022)                                    | 1 280              | modifier les données · modifier les données |
| Canton d'Angers-7              | 4907       |                           |                  | 45 977 (2022)                                    |                    | modifier les données                        |

## Démographie
En 2022, le canton comptait 45 977 habitants, en évolution de +5,28 % par rapport à 2016 (Maine-et-Loire : +2,12 %, France hors Mayotte : +2,11 %).
| 2013   | 2018   | 2022   |
| ------ | ------ | ------ |
| 42 143 | 44 071 | 45 977 |